# Purpendicular
Purpendicular is het vijftiende studioalbum van Deep Purple en is verschenen in 1996. Het is tevens het eerste album met huidig gitarist Steve Morse.
De bezetting: Ian Gillan (zang), Steve Morse (gitaar), Jon Lord (keyboards), Roger Glover (bas) en Ian Paice (drums). 
Het nummer "Ted the Mechanic" is het bekendst geworden.
Ian Paice · Roger Glover · Ian Gillan · Steve Morse · Don Airey

Jon Lord † · Ritchie Blackmore · Rod Evans · Nick Simper · David Coverdale · Glenn Hughes · Tommy Bolin † · Joe Lynn Turner · Joe Satriani